# 愛在他鄉
是一部2015年愛爾蘭、英國和加拿大合拍的歷史劇情片，為約翰·克勞利執導，尼克·宏比編劇。改編自柯姆·托賓的2009年小說《布魯克林》。由瑟夏·羅南、艾莫瑞·柯恩、多姆納爾·格里森、吉姆·布洛班特與茱莉·華特絲主演。電影於2015年11月6日在英國上映。

## 劇情
故事背景設定在1950年代，年輕貌美心地善良但不善交際的爱尔兰姑娘艾丽丝在麵包店中為尖刻的Miss Kelly打工。由於事業上找不到出路，家鄉的男子也不具吸引力，她在居于纽约市的同乡神父帮忙下，独自前往纽约市的布鲁克林討生活，幸得一名同艙位的活潑女性照顾，并顺利入境。艾丽丝落腳於寄宿公寓中，女室友們的利嘴不下於Miss Kelly。她進入一家高级百货商店当售货店员，又必須違背本性與顧客們交際，終於陷入深切的思鄉情懷。神父安排她用业余时间修读夜间大学的簿记课程。她志願為教區從事聖誕節慈善服務，房東因她心善，把最好的房間留給艾丽丝。
艾丽丝参加爱尔兰舞会结识了老实可靠的意大利裔水管工托尼，並拜訪他有趣的大家庭。两人情意日深，成为男女朋友，嘴壞心軟的室友們也幫了點忙，遠在故鄉的姊姊也為她祝福。艾丽丝為人逐漸開朗，工作順遂並成功完成学业，却收到亲人噩耗，在家乡陪伴母亲生活的姊姊罗丝因病驟逝，使她首次自悔背井離鄉。因母親自悲於獨居，她只得暂別纽约，返乡看望。在分别前，男友怕她不再回美，帶她去看自己的地並論及成家立業的大計。在他堅持下，她同意和托尼迅速秘密成婚，並行夫妻之實。
回乡后，由於好友南希准备结婚，艾丽丝只得延後回纽约的行程。一直对她有好感的家乡男子吉姆趁機逐漸表露爱意。姊姊生前任職的公司緊急召喚艾丽丝整理因罗丝驟逝而旁人難以接手的帳目。因表現良好，又有美方的證書，公司雇她暫時維持日常帳務運作。而喝過洋墨水的她也令鄉親耳目一新。既有的新生活，熟悉的新工作，與舊識的新曖昧，使艾丽丝對於如何處理遺留在布魯克林的婚姻關係感到迷惘。吉姆終於向她表白，想要留住艾丽丝并与之结婚，艾丽丝的母亲也希望成就这段美好姻緣。但前老闆Miss Kelly忽然找她談話，言及自己的好友有個在布魯克林的姪子撞見艾丽丝嫁給義大利人。對於碎嘴又愛論人長短的家鄉人怒不可遏的艾丽丝立即安排返美，並告知母親自己已婚的事實。在回纽约的船上，成熟幹練的艾丽丝以过来人的口吻帮忙另一位土氣的新移民女子留心该注意的事项。分别多日后，艾丽丝終与托尼在布鲁克林再次重逢。

## 演員
- 瑟夏·羅南 飾 Eilis Lacey
- 艾莫瑞·柯恩 飾 Antonio "Tony" Fiorello，意大利裔纽约男子
- 多姆納爾·格里森 飾 Jim Farrell
- 吉姆·布洛班特 飾 神父 Flood
- 茱莉·華特絲 飾 Madge Kehoe
- 布里德·布倫南（英语：Bríd Brennan） 飾 Miss Kelly
- Jane Brennan 飾 Mrs. Lacey，Eilis母亲
- 菲奧娜·格拉斯科特（英语：Fiona Glascott） 飾 Rose Lacey，Eilis的姐姐
- 潔西卡·派瑞（英语：Jessica Paré） 飾 Miss Fortini
- Eileen O'Higgins 飾 Nancy，Eilis的好友
- 艾米莉·貝特·里卡茲 飾 Patty McGuire
- 珍·莫瑞（英语：Jenn Murray） 飾 Dolores Grace
- Eve Macklin 飾 Diana Montini
- Mary O'Driscoll 飾 Miss McAdam
- 諾拉-珍·孥恩（英语：Nora-Jane Noone） 飾 Sheila
- 米高·澤根 飾 Maurizio Fiorello
- Paulino Nunes 飾 Mr. Fiorello
- 傑拉德·墨菲（英语：Gerard Murphy (Irish actor)） 飾 Daddy Lacey

## 發行
電影於美國和加拿大的限定地區分別於2015年11月4日與11月20日上映。

## 評價
《愛在他鄉》在2015年的日舞影展上獲得一致好評。爛番茄新鮮度98%，Metacritic得分87，電影普遍正面評價。

## 奖项

### 获奖
- 第69届英国电影学院奖最佳英国电影
- 英国独立电影奖最佳女主角
- Dallas–Fort Worth影评人协会年度十佳电影
- 丹佛电影节人民选择奖最佳影片
- 卫星奖最佳电影女主角
- 纽约影评人协会最佳女主角
- 旧金山影评人协会最佳女主角、最佳改编剧本
- 底特律影评人协会最佳女主角
- 都柏林影评人协会最佳爱尔兰电影
- 圣地亚哥影评人协会最佳艺术指导：François Séguin
- 温哥华国际电影节人民选择奖：《布鲁克林》
- 维吉尼亚影展观众奖最佳故事片
- Hamptons国际影展突破表演者：Emory Cohen
- Santa Barbara国际影展年度杰出表演：Saoirse Ronan
- 好莱坞电影节新好莱坞奖：Saoirse Ronan
- 伦敦影评人协会年度英国/爱尔兰女演员：Saoirse Ronan
- 棕榈泉国际电影节国际之星奖：Saoirse Ronan

### 提名
- 第69届英国电影学院奖最佳女主角、最佳女配角（Julie Walters）、最佳改编剧本、最佳服装设计（Odile Dicks-Mireaux）、最佳化妆与发型设计提名
- 第88届奥斯卡金像奖最佳影片、最佳女主角、最佳改编剧本提名
- 第73届金球奖最佳剧情类女主角提名
- 英国独立电影奖最佳编剧、最佳男配角（Domhnall Gleeson）、最佳女配角（Julie Walters）、最佳技术成就（Fiona Weir）提名
- 伦敦影评人协会年度英国电影、年度女演员、年度编剧提名
- 美国制片人工会奖杰出电影提名
- 美国演员工会奖杰出女主角提名
- 美国编剧工会奖最佳改编剧本提名

## 外部連結
- 互联网电影数据库（IMDb）上《愛在他鄉》的资料（英文）
- 豆瓣电影上《愛在他鄉》的資料 （简体中文）